# Вторая пятилетка
Вторая пятилетка или «Пятилетка коллективизации» — второй пятилетний план развития народного хозяйства СССР. Утверждён XVII съездом ВКП(б) в 1934 году на пятилетний период с 1933 по 1937 годы. В этот период страна сделала рывок в индустриализации, электрификации, прокладке дорог и за счет перевода сельского хозяйства в руки колхозов обеспечила нужды страны в продовольствии по твёрдым ценам.

## Основные задачи пятилетнего плана
На XVII съезде ВКП(б) были определены следующие задачи второго пятилетнего плана развития народного хозяйства:
1. Ликвидация капиталистических элементов и классов вообще, окончательную ликвидацию, на основе полного завершения коллективизации крестьянских хозяйств и кооперирования всех кустарей, частной собственности на средства производства; ликвидацию многоукладности экономики Советского Союза и установление социалистического способа производства как единственного способа производства, с превращением всего трудящегося населения страны в активных и сознательных строителей социалистического общества;
2. Завершение технической реконструкции всего народного хозяйства СССР на базе, созданной в период первой пятилетки и идущей по пути дальнейшего быстрого подъёма промышленности, производящей средства производства (тяжёлой промышленности);
3. Более быстрый подъём благосостояния рабочих и крестьянских масс и при этом решительное улучшение всего жилищного и коммунального дела в СССР;
4. Укрепление экономических и политических позиций пролетарской диктатуры на основе союза рабочего класса с крестьянством для окончательной ликвидации капиталистических элементов и классов вообще;
5. Дальнейшее укрепление обороноспособности страны.

Также по результатам съезда была утверждена Резолюция «О втором пятилетнем плане развития народного хозяйства СССР», с целевыми показателями развития народного хозяйства СССР включая:
- контрольные цифры по объёму продукции, грузообороту по основным видам транспорта;
- общий объём капитальных вложений в размере 133,4 млрд руб. (в ценах 1933 г.) против 50,5 млрд за первую пятилетку;
- объем вводимых в эксплуатацию новых и реконструированных предприятий общей стоимостью в 132 млрд руб. против 38,6 млрд руб. в первой пятилетке;
- направления осуществления технической реконструкции народного хозяйства и программы подготовки кадров;
- направления размещения производительных сил (в том числе создание новых опорных баз индустриализации в восточных районах СССР (Урал, Западная и Восточная Сибирь, Башкортостан, ДВК, Казахстан и Средняя Азия).

## Результаты
| Продукция                       | 1932 г. | 1937 | 1932 к 1928 (%) 1-я пятилетка | 1937 к 1928 (%) 1 и 2-я пятилетки |
| ------------------------------- | ------- | ---- | ----------------------------- | --------------------------------- |
| Чугун, млн. т.                  | 6,2     | 14,5 | 188 %                         | 439 %                             |
| Сталь, млн. т.                  | 5,9     | 17,7 | 137 %                         | 412 %                             |
| Прокат чёрных металлов, млн. т. | 4,4     | 13   | 129 %                         | 382 %                             |
| Уголь, млн. т.                  | 64,4    | 128  | 181 %                         | 361 %                             |
| Нефть, млн. т.                  | 21,4    | 28,5 | 184 %                         | 246 %                             |
| Электроэнергия, млрд кВт·ч      | 13,5    | 36,2 | 270 %                         | 724 %                             |
| Бумага, тыс. т.                 | 471     | 832  | 166 %                         | 293 %                             |
| Цемент, млн. т.                 | 3,5     | 5,5  | 194 %                         | 306 %                             |
| Сахарный песок, тыс. т.         | 1828    | 2421 | 142 %                         | 189 %                             |
| Станки металлорежущие, тыс. шт. | 19,7    | 48,5 | 985 %                         | 2425 %                            |
| Автомобили, тыс. шт.            | 23,9    | 200  | 2988 %                        | 25000 %                           |
| Обувь кожаная, млн. пар         | 86,9    | 183  | 150 %                         | 316 %                             |

В результате выполнения второго пятилетнего плана развития народного хозяйства СССР было введено в действие 4500 крупных государственных промышленных предприятий. Часть продукции промышленности в общем объёме сельского хозяйства повысилась с 70,2 % в 1932 до 77,4 % в 1937. 80 % всей промышленной продукции было получено на предприятиях, вновь построенных или полностью реконструированных за годы 1-й и 2-й пятилеток.
Для поддержки роста промышленного и сельскохозяйственного производства, а также в связи с развитием новых индустриальных районов была реализована масштабная программа железнодорожного строительства, введены в действие крупные сооружения водного транспорта. Грузооборот железнодорожного транспорта увеличился за пятилетие более чем в 2 раза. Производительность труда в промышленности выросла на 90 %, что явилось результатом повышения технического уровня и освоения новой техники.
С 1 января 1935 года была отменена карточная система снабжения населения хлебом, мукой и крупой, вследствие этого началось энергичное развертывание товарооборота и развитие денежного хозяйства, что привело к укреплению рубля.
Документы второго съезда колхозников-ударников (февраль 1935 г.), утверждённые затем правительством в качестве закона, давали определенную гарантию на ведение и расширение личных подсобных хозяйств. Как отмечает историк Олег Хлевнюк, приусадебные хозяйства колхозников, благодаря этому, развивались в годы второй пятилетки особенно быстрыми темпами, что способствовало некоторому подъему сельскохозяйственного производства и улучшению продовольственного положения страны. В 1937 г. в общем объеме валовой продукции колхозного сектора удельный вес приусадебных хозяйств составлял по картофелю и овощам 52,1, по плодовым культурам — 56,6, по молоку — 71,4, по мясу — 70,9 процентов.

### Крупнейшие предприятия
- Уральский завод тяжёлого машиностроения
- Краматорский завод тяжёлого станкостроения,
- Уральский вагоностроительный завод
- Челябинский тракторный завод,
- Криворожский металлургический завод,
- Новолипецкий металлургический завод,
- Новотульский металлургический комбинат,
- Металлургический завод «Азовсталь»
- Металлургический завод «Запорожсталь»,
- Ташкентский текстильный комбинат;
- Барнаульский хлопчатобумажный комбинат и многие др. предприятия.

### Транспортная инфраструктура
- Беломорско-Балтийский канал.
- Канал имени Москвы.
- В 1935 году введена в эксплуатацию первая очередь Московского метрополитена.
- Начато строительство первых советских автомагистралей Москва-Минск и Москва-Киев с асфальтобетонным покрытием и расчетной скоростью движения 120 км/ч.

В течение второй пятилетки в стране было построено 210 тысяч километров дорог, в том числе 600 км асфальтобетонных, 5400 км чёрных шоссе, 10 тыс. км щебёночных шоссе, 6500 км булыжных мостовых, 7500 км гравийных шоссе, 157 600 км улучшенных грунтовых дорог. Доля простых грунтовых дорог сократилась с 88,8 % до 75 %. Тем не менее дороги с твердым покрытием строились с отставанием на 15 %. В 1936 году все дороги в стране были переданы в ведение Главного управления шоссейных дорог (Гушосдор) НКВД СССР.
Капиталовложения в дорожную отрасль увеличились в 2.5 раза, до 4 миллиардов 457 млн рублей. Среднегодовой объем инвестиций уже в первые два года вырос до 432,5 млн рублей против 268 млн рублей в годы первой пятилетки.

#### Для освоения Колымы
Созданный на Колыме в 1931 году «Дальстрой» начал интенсивное строительство сети дорог, связывающих золотоносные прииски и месторождения полезных ископаемых с перевалочными базами на морском побережье, и, в первую очередь, с бухтой Нагаева. Вплоть до 1936 года это было главным центральным направлением его деятельности.
Уже в декабре 1933 года порт в бухте Нагаева начал использоваться для обслуживания прибывающих пароходов, для чего была построена единая причальная линия длиной 50 м, состоявшая из деревянно-каменных ряжей. Одновременно рядом с портом строился посёлок Магадан, ставший позднее административным центром территории деятельности «Дальстроя». В июне 1936 года порт Нагаево был включен в списки портов СССР.
40 % всех работающих в «Дальстрое» в 1933-34 годах трудились на строительстве Колымской трассы (739 км), которая в своей основной части (600 км) была построена за 4 года через непроходимую тайгу, практически вручную, без дорожно-строительной техники.
В 1935 году был сдан в эксплуатацию участок трассы от Магадана до пос. Атка (208 км). В 1936 году, в результате направления на строительство дороги новых значительных этапов заключённых и резкого увеличения дневных норм выработки, трасса достигла пос. Дебин на реке Колыме (465 км), окончательно решив проблему снабжения верхнеколымского приискового района и позволив перенести акцент деятельности «Дальстроя» на золотодобычу с 1936 года.

### Электроэнергетика
- Дубровская ТЭЦ,
- Новомосковская ГРЭС,
- Кемеровская ГРЭС,
- Среднеуральская ГРЭС,
- Нижнесвирская ГЭС,
- Рионская ГЭС,
- Канакерская ГЭС.

### Жилищное и социально-культурное строительство
В больших масштабах развернулось жилищное и социально-культурное строительство. Вырос материальный и культурный уровень жизни трудящихся. Было введено всеобщее начальное обучение, широкое развитие получило общее среднее, среднее специальное и высшее образование. Большое внимание уделялось формированию новой, советской интеллигенции, вышедшей из рядов рабочего класса и крестьянства; продолжалось осуществление культурной революции. В 1934 40 % принятых в ВУЗы составляли выпускники рабфаков. Значительно увеличилась сеть театров, кино, клубов и библиотек. Широкое развитие получило здравоохранение. Выросло число санаториев и домов отдыха.
1932 год. С началом освоения природных богатств Сибири и Дальнего Востока в Советском Союзе введены льготы для лиц, работающих в условиях Крайнего Севера.
1937 год. В СССР при крупных заводах и предприятиях для детей их работников начали организовываться ведомственные детские сады. Многие из них финансировались и обеспечивались лучше, чем государственные детские учреждения. В то же время появляется форма раннего ухода за детьми — ясли, куда принимали младенцев начиная с 2 месяцев, то есть по окончании декретного отпуска матери. Для продолжения грудного вскармливания матерям предоставлялись специальные перерывы в течение рабочего дня.

## Культура и искусство

### Кино
В 1934 году на базе ленинградской кинофабрики «Союзфильм» начинает работать «Ленфильм», в 1936 году на базе «Москинокомбината» — кинофабрика «Мосфильм» и на базе «Межрабпомфильма» — студия детского и юношеского кино «Союздетфильм».
В 1934 году на экраны вышел музыкальный фильм Григория Александрова «Весёлые ребята» с Л. Утёсовым и Л. Орловой в главных ролях, с которого начался «звёздный» путь актрисы Л. Орловой и дебютантов в кино композитора И. Дунаевского, поэта В. Лебедева-Кумача. Песня «Марш весёлых ребят», прозвучавшая в кинофильме, стала тогда одной из самых популярных песен среди народа. Картина имела успех и за рубежом (под названием «Москва смеётся»), удостоившись приза Венецианского кинофестиваля в 1934 году. Ч. Чаплин восторженно отозвался об этом фильме: «Александров открыл для Америки новую Россию. Это большая победа».
В 1936 году Александров снял фильм «Цирк», в котором прозвучала ставшая общенародной «Песня о Родине» («Широка страна моя родная»). Фильм удостоен Высшей премии на Международной выставке в Париже (1937).

### Музыка
В 1935 году в Большом театре проходит премьера оперы «Леди Макбет Мценского уезда» Д. Шостаковича. В 1936 году эту оперу запрещают. В 1937 году театр награждён первым орденом Ленина.
В 1936 году в СССР возвращается из эмиграции в США композитор С. С. Прокофьев.

### Комментарии
1. ↑  Постановление СНК СССР от 29.06.1936 г. № 1160-220сс. П. 22. / ГАМО. Ф. р-23сс, оп. 1, д. 1, л. 191—189. // Магадан. Конспект прошлого… — С. 60.